# Вавилонска карта света
Вавилонска карта света је глинена плоча из касно-вавилонског периода из Месопотамије, која приказује карту света познату Вавилонцима, која садржи стварне географске објекте и митолошке елементе. Плоча је смештена у Британском музеју (референтни број БМ 92687) и једина је позната постојећа светска карта из те регије. На основу анализе правописа топонима, научници датирају карту на крај 8. - почетак 7. века п. н. е. .

## Опште информације
Плоча је структурно подељена на три дела: графичку карту са натписима, текст на предњој страни и текст на задњој страни. Не постоји коначно мишљење о томе како су текстуални елементи повезани и да ли су уопште повезани са самом мапом, јер оба текста додирују само митолошке елементе и понекад користе терминологију различиту од саме карте.
Због грешке у оригиналном каталогу Британског музеја, тачно налазиште таблица је и даље је непознато, али је вероватно да је била део нововавилонских докумената пронађених у Сипару. Намена карте није потпуно јасна, постоје сугестије да је таблица била засебан информативни елемент, или илустрација другом митолошком тексту или књижевном делу, или чак студентска копија детаљније мапе. С друге стране, јасно је да је дизајнерска плоча углавном имала за циљ да говори о удаљеним земљама и објектима.
Са картографске тачке гледишта, многе стварне географске карактеристике су лежерно уцртаване са грубим грешкама у скалирању и мањим грешкама у релативном положају објеката једних према другима. Мапа вавилонског света први пут је објављена 1889. године, а ова и наредне публикације привукле су велику пажњу због своје јединствености.

## Структура мапе
Све стварне географске карактеристике налазе се у два концентрична круга. Кругови представљају светски океан и на мапи су дословно означени као „слана вода“. Из других текстова је познато да су Вавилонци овом фразом означили и Персијски залив и Средоземно море. Паралелне линије унутар кругова нису означене, али јасно представљају Еуфрат. Спољни троуглови представљају различите митолошке предмете који се такође помињу у текстовима на плочи. Према једној верзији, ови троуглови су планине приказане са стране, за разлику од остатка карте која је приказана као поглед одозго. Карта може садржати 7 или 8 таквих троуглова, од којих су само 4 некако преживела. Двоје од њих су са потврдом повезани са далеким земљама поменутим у Епу о Гилгамешу, и, вероватно, сви су митолошки објекти из овог епа. 